# 小行星583
小行星583（583 Klotilde）是一颗围绕太阳公转的小行星。1905年12月31日，約翰·帕利薩在维也纳描述了此天体。
該小行星以发现地维也纳天文台副台长埃德蒙·魏斯的女儿克洛蒂爾德（Klotilde）命名。
这颗小行星的绝对星等为9.01等。

## 相关條目
- 小行星列表/10001-11000

## 外部連結
- Asteroid Lightcurve Database (LCDB)（页面存档备份，存于）, query form (info（页面存档备份，存于）)
- Dictionary of Minor Planet Names, Google books
- Discovery Circumstances: Numbered Minor Planets (10001)-(15000)（页面存档备份，存于） – Minor Planet Center
- 小行星583 at AstDyS-2, Asteroids—Dynamic Site
  - Ephemeris · Observation prediction · Orbital info · Proper elements · Observational info
- NASA JPL小天體瀏覽器上的小行星583

| 前一小行星： 小行星582 | 小行星列表 | 後一小行星： 小行星584 |